# بابک و دوستان (فیلم)
بابک و دوستان به کارگردانی داستین الیس و بازیگری شهره آغداشلو و کاترین بل ساخته شد.

## خلاصه فیلم
بابک و دوستان، داستان یک کودک ایرانی به نام بابک در آمریکاست که هنگام عید پاک مسیحی (Easter) خود را نسبت به دوستان و همسالان آمریکایی اش بیگانه و پوچ احساس می‌کند.
از سوی دیگر سال نوی ایرانی نیز نزدیک می‌شود و پسر خاله و دختر خاله ی بابک به همراه پدر و مادر خود از ایران به دیدار آن‌ها آمده‌اند.
بابک ناگهان خود را در فضایی متفاوت با گذشته و تنهایی اش احساس می‌کند. نخست نمی‌تواند خود را با فرهنگ، گفتار و رفتار مهمانانش سازش دهد اما رفته رفته با نزدیک شدن نوروز و شور و شوقی که برای نخستین بار در محیط خانوادگی او برای بزرگداشت نوروز و فراهم کردن سفرهٔ هفت سین به وجود آمده، با کمک عمو نوروز با آن‌ها کنار می‌آید و به شناخت تازه‌ای از فرهنگ و آداب و رسوم اصیل ایرانی می‌رسد